# Uchon
Uchon é uma comuna francesa na região administrativa de Borgonha-Franco-Condado, no departamento Saône-et-Loire. Estende-se por uma área de 11 km². Em 2010 a comuna tinha 98 habitantes (densidade: 8,9 hab./km²).